# Афганский поход Красной армии (1929)
Афганский поход Красной армии в 1929 году представлял собой военную спецоперацию РККА, направленную на поддержку режима свергнутого короля Афганистана Амануллы-хана. Секретность спецоперации была обусловлена тем, что СССР впервые поддерживал военными силами не какую-либо иностранную компартию, а свергнутого монарха, что полностью шло вразрез с принципами марксизма-ленинизма, декларировавшейся доктриной пролетарского интернационализма и т. п.

## Обстановка в Афганистане

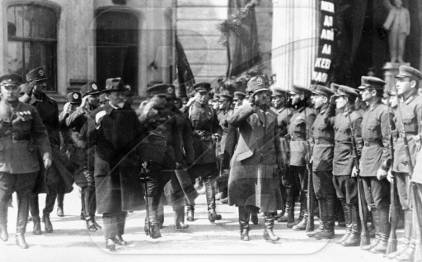
Афганский правитель Аманулла-хан с визитом в Москве.

С 1919 года между РСФСР (далее СССР) и Афганистаном, вопреки английским интересам, установились тесные дипломатические взаимоотношения.
В апреле 1923 года в Афганистане была принята новая конституция. Среди проведённых Амануллой-ханом реформ были запрет многожёнства и браков с несовершеннолетними, отмена обязательного для женщин ношения чадры, что привело к созданию мощной оппозиции (в первую очередь, в лице мусульманского духовенства). В марте 1924 года в Хазараджате вспыхнуло крупное восстание.
В сентябре 1924 года в Кабул, по приглашению Амануллы-хана, прибыла миссия из 11-ти советских авиаинструкторов. Планировалось создание собственных ВВС Афганистана. Великобритания, уже предоставившая Аманулле аэропланы De Havilland, заявила протест, но Аманулла-хан его проигнорировал. 6 октября советские лётчики на английских машинах совершили боевые вылеты в район Хостинских повстанцев, а 14 октября нанесли бомбовые удары по базам повстанцев в районе Хоста и Надрала.
15 сентября 1927 года Политбюро ЦК ВКП(б) приняло решение передать южному соседу 12 аэропланов Р-1, 2 зенитные батареи (8 орудий) и фонды лётной школы.
В то же время север Афганистана захлестнула волна эмигрантов из среднеазиатских республик, бежавших от Советской власти. В их среде, при финансовой и материальной (оружием) поддержке Англии, укрепилось движение, названное в советской среде «басмачеством», сами его участники называли себя моджахедами. Самым влиятельным лидером этого движения являлся Ибрагим-бек.
Со стороны СССР на Афганское правительство было оказано сильное давление, и Аманулла-хан резко ограничил доступ помощи английских спецслужб «бандформированиям».

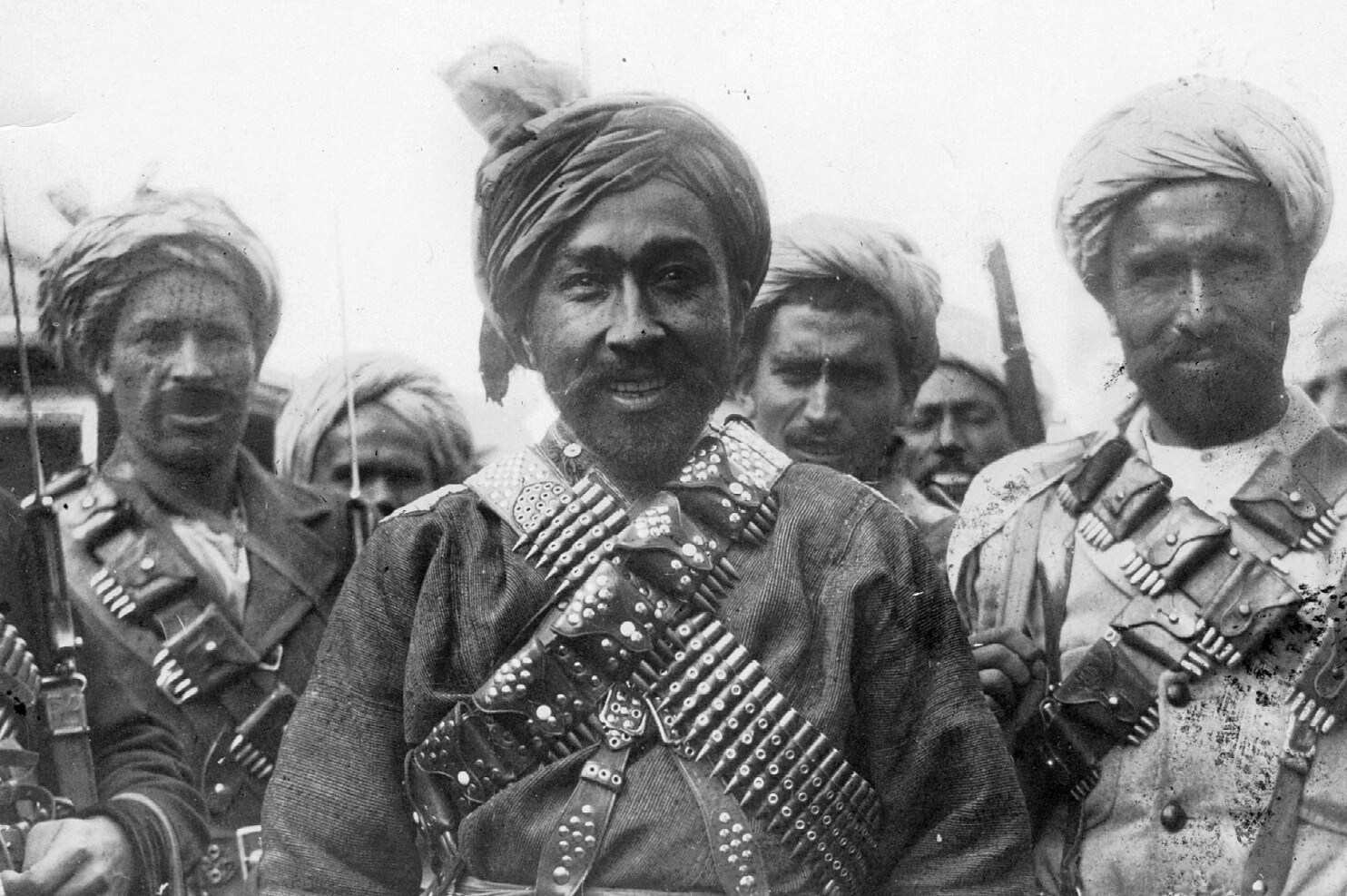
Хабибулла (Бачаи-и Сакао)

В ноябре 1928 года на востоке Афганистана вспыхнуло новое восстание. Его возглавил английский ставленник Хабибулла (Бачаи-и Сакао). Многие исследователи считают, что его курировал английский шпион Т. Лоуренс (Лоуренс Аравийский) Таджикский историк К. Абдуллаев не подтверждает эту версию.
Хабибулла был поддержан религиозными лидерами. Он обвинил Аманнулу-хана в нарушении шариата, декларировал отмену всех буржуазных реформ, обещал отмену налога на землю, воинской повинности, объявил об аннулировании задолженностей, чем притянул к себе огромные массы населения. Правосудие должен был вершить шариатский суд. Закрывались школы, а просвещение передавалось под контроль мулл.
Кроме того, Хабибулла установил тесные контакты с лидером басмаческого движения Ибрагим-беком и бывшим бухарским эмиром Сейид Алим-ханом.
11 декабря 1928 года Хабибулла был провозглашён падишахом Афганистана, а 13 января объявлен эмиром «Хабибуллой II».
14 января 1929 года Аманулла-хан отрёкся от престола и бежал в Кандагар.
17 января Хабибулла занял Кабул. В городе началась резня на этнической и религиозной почве. Пуштуны, исповедовавшие ислам суннитского толка, истребляли хазарейцев-шиитов. Начались погромы школ, фабрик, радиостанций и всего, что «извращало разум истинного мусульманина».
Был утрачен контроль государства над другими провинциями Афганистана. В стране воцарился хаос. Ибрагим-бек вспоминал, что начались беспорядки, один кишлак шёл на другой, сводя старые счёты. Афганский историк Мир Гулам Мухаммад Губар, современник тех событий, писал, что правление Хабибуллы было трагедией для страны.

## Реакция СССР на события в Афганистане

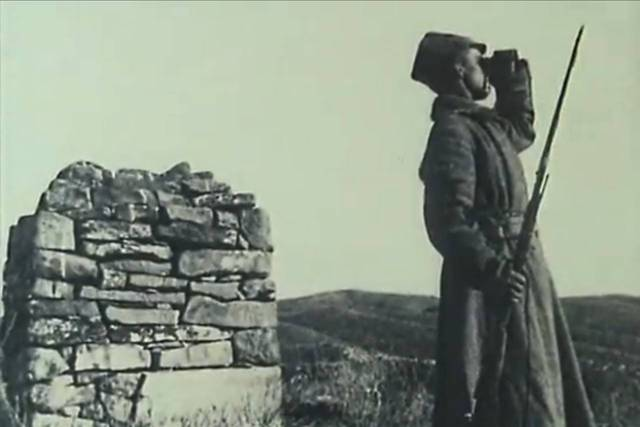
Советский пограничник в Туркестане

10 марта 1929 года разведотдел САВО послал донесение в Москву:

Вслед за захватом власти в Афганистане Хабибуллой отмечается резкое повышение активности басмшаек, учащаются случаи перехода на нашу территорию. Развернувшиеся в Афганистане события, развязывая силы басмаческой эмигрантщины, создают угрозу спокойствия на нашей границе— РГВА, Ф. 25895, Оп. 1, Д. 349, Л. 62 
.
В Среднеазиатском бюро ЦК ВКП(б) так оценили создавшееся положение:

События в Афганистане объективно являются одним из звеньев антисоветской деятельности английского империализма на Востоке…— РГВА, Ф. 25895, Оп. 1, Д. 863, Л. 37—38 
В то же время в ЦК ВКП(б) обратился посол Афганистана генерал Г. Наби-хан с просьбой разрешить формирование на советской территории отряда из бежавших из страны сторонников Амануллы-хана для оказания военной помощи законному правительству.
После сугубо конфиденциальной встречи генсека И. Сталина с министром иностранных дел Афганистана Г. Сидик-ханом, генеральным консулом Г. Наби-ханом и военным атташе в Афганистане В. Примаковым в Ташкент последовало указание о срочном формировании особого отряда из коммунистов и комсомольцев для отправки в Афганистан.

## Формирование отряда

В. М. Примаков

Отбор в отряд проводил заместитель командующего САВО М. Я. Германович. Афганский отряд был пополнен красноармейцами из 81-го кавалерийского и 1-го горнострелкового полков, а также 7-го конно-горного артиллерийского дивизиона РККА при 4-х горных орудиях, 12 станковых и 12 ручных пулемётах. Отряд имел мощную подвижную радиостанцию, был отлично вооружён, экипирован и имел достаточный запас провианта.
Все красноармейцы были переодеты в афганскую форму. Командиры получили азиатские имена, которыми должны были называться в присутствии афганцев. Командование отрядом было поручено В. М. Примакову (под псевдонимом турецкого офицера Рагиб-бея, позывной — «Витмар»). Начальником штаба был назначен кадровый афганский офицер Г. Хай-дар. Формально отряд подчинялся афганскому генералу Г. Наби-хану.
10 апреля отряд, насчитывавший около 2 тысяч бойцов, уже был готов к выступлению.

## Вторжение в Афганистан

### Нападение на Патта-Гиссар
Ранним утром 15 апреля 1929 года шесть аэропланов, оснащённых пулемётами, пересекли советско-афганскую границу в районе узбекского города Термез и появились над афганским погранпостом Патта-Гиссар. Служащие гарнизона, не приняв должных мер предосторожности, вышли посмотреть на летательные аппараты. Аэропланы, сделав развёрнутым фронтом два круга, снизились и открыли пулемётный огонь по афганским пограничникам. Было сброшено несколько бомб, разрушивших казарму. Из 50 афганцев, составлявших гарнизон, спаслись только двое. Вся операция длилась 10 минут.
Тем временем отряд Виталия Примакова, погрузившись в моторные лодки, каюки и баржи, пересёк Аму-Дарью и высадился на афганском берегу.
Двое спасшихся афганских пограничников добрались до соседнего погранпоста Сия-Герт, находившегося в 20 верстах, и сообщили о случившемся. Гарнизон в 100 сабель тут же направился к Патта-Гиссар, но через пять вёрст пути столкнулся с противником и был уничтожен пулемётным огнём.
В то же время из Кандагара на Кабул выдвинулся Аманулла-хан с 14 тысячами хазарейцев.

### Взятие Келифа и Ханабада
16 апреля отряд Примакова подошёл к Келифу. Гарнизону был передан ультиматум с предложением сложить оружие и разойтись по домам. Афганцы отвергли требования советской стороны, но, после нескольких орудийных выстрелов и пулемётных очередей, разбежались.
17 апреля был взят город Ханабад, защитники которого укрылись в Мазари-Шарифе.

### Взятие Мазари-Шарифа

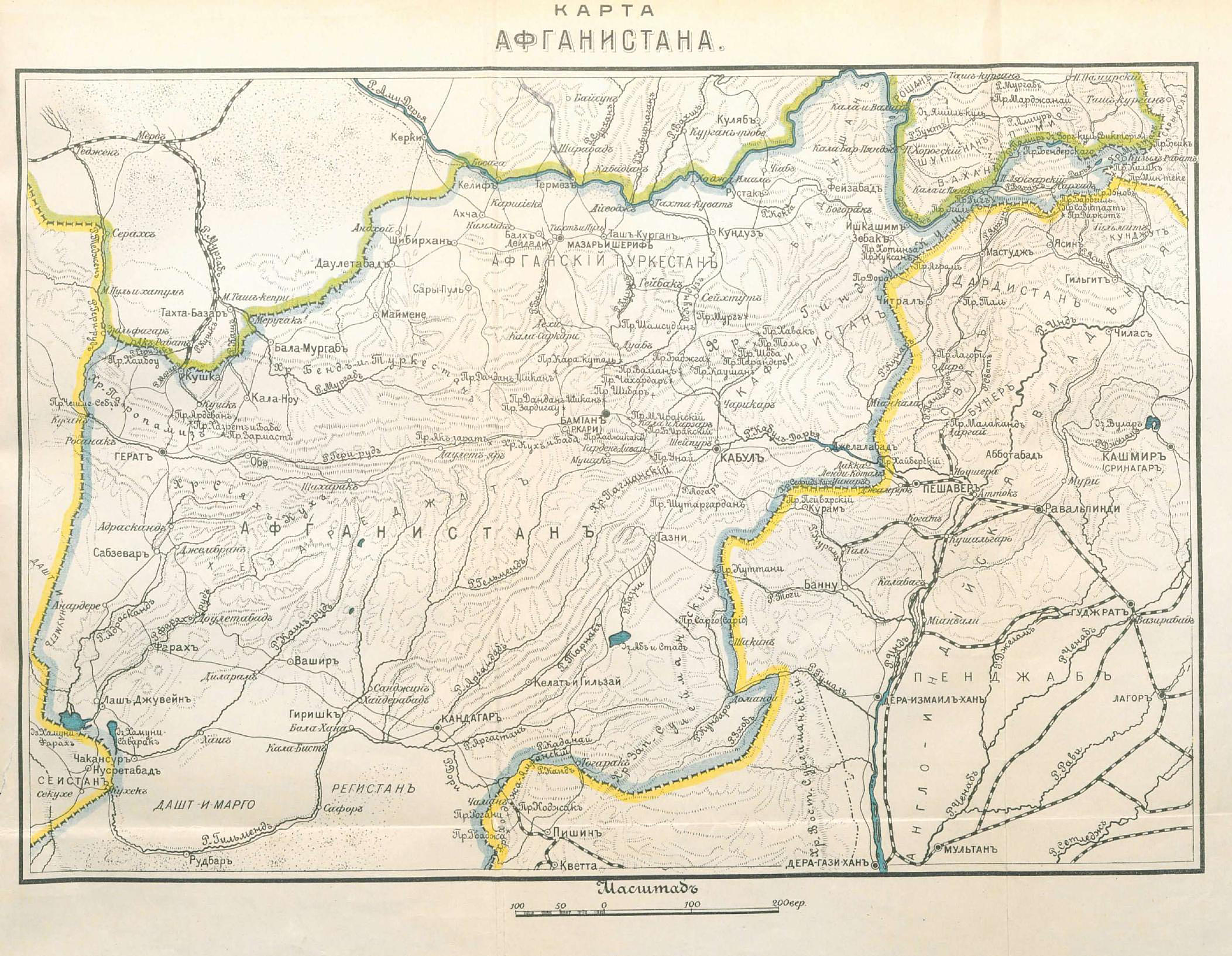
Карта Афганистана в начале XX века

В ночь на 18 апреля губернатор Мазари-Шарифа Мирза Касым вызвал к себе советского генконсула, с которым у него были дружеские отношения, и потребовал разъяснений по поводу происходившего. Консул был поставлен в затруднительное положение, так как сам не был проинформирован о данной операции Красной Армии на афганской территории.
Утром 22 апреля отряд Примакова начал артобстрел Мазари-Шарифа. Пулемёты били по защитникам на стенах. Через два часа после начала боя артиллеристы подвели орудия ко входу в цитадель и, произведя залп, разбили ворота. Отряд ворвался в город. Часть оставшегося гарнизона бежала к Таш-Кургану, другие укрылись в ближайшей крепости Дейдади.
Потери афганцев в Мазари-Шарифе составили около 3 тысяч человек. Огромное количество изуродованных артиллерийским огнём трупов лежало у ворот. Потери отряда Примакова составили единицы.
В тот же день в Ташкент была отправлена телеграмма, а оттуда в Москву передана депеша: «Мазар занят отрядом Витмара».
По словам находившегося тогда в Мазари-Шарифе советского генерального консула:
Пехота, бросившаяся в город, забыла, что ей нужно было играть роль афганцев и пошла в атаку с традиционным русским „Ура“.
По словам другого очевидца, нелегального представителя разведупра в Мазари-Шарифе, Матвеева:
Операция была проведена чрезвычайно грубо. Несмотря на то, что по отряду было отдано распоряжение по-русски не разговаривать, после занятия Мазари-Шерифа на улицах сплошь и рядом раздавалась русская брань. Наши аэропланы самым бесцеремонным образом, даже не закрасив звёзд на крыльях, ежедневно совершали полёты в районе противника и бросали бомбы. Не исключена возможность, что кто-нибудь из иностранцев сумел сфотографировать эти картины и тогда нам трудно будет отговориться.
За неделю похода к отряду присоединилось 500 хазарейцев, из которых сформировали отдельный батальон.

### Удержание Мазари-Шарифа
На совете глав администраций, военачальников и учёных-исламистов было решено объявить «джихад» против вторжения на их землю «неверных», собирать ополчение и, под зелёным знаменем пророка, выступить навстречу противнику.
24 апреля гарнизон крепости Дейдади и племенные ополчения попытались выбить отряд Примакова из Мазари-Шарифа. Бой длился целый день. Многочисленные, но плохо вооружённые афганцы, с молитвами и религиозными песнопениями, шли в атаку густым строем по открытой местности под орудийный и пулемётный огонь. Несмотря на громадные потери, одну волну атакующих сменяла другая.
К концу дня атаки прекратились, но положение осаждённых было критическим. Город был окружён плотным кольцом. В Ташкент была послана шифрограмма с просьбой оказать помощь.
25 апреля через Аму-Дарью на территорию Афганистана срочно был переброшен эскадрон с пулемётами, но на пути к Мазари-Шарифу он был встречен превосходящими силами афганских ополченцев и был вынужден вернуться обратно.
26 апреля в Мазари-Шариф аэропланами было доставлено 10 пулемётов и 200 артиллерийских снарядов.
Не имея возможности взять город силой, афганцы, чтобы принудить отряд Примакова сдаться, ночью перекрыли все арыки, ведшие к городу, и приступили к осаде. Положение в городе ухудшалось. Менее дисциплинированный афганский батальон начал роптать. Примаков передал в Ташкент донесение:
Окончательное решение задачи лежит в овладении Дейдади и Балхом. Живой силы для этого нет. Необходима техника. Вопрос был бы решён, если бы я получил 200 газовых гранат (иприт, 200 хлоровых гранат мало) к орудиям. Кроме того необходимо сделать отряд более манёвроспособным, дать мне эскадрон головорезов… Мне отказано в эскадроне, авиации, газовых гранатах. Отказ нарушает основное условие: возьмите Мазар, потом легально поможем. Если можно ожидать, что ситуация изменится и мы получим помощь, я буду оборонять город. Если на помощь нельзя рассчитывать, то я буду играть ва-банк и пойду брать Дейдади. Возьму — значит мы хозяева положения, нет — значит обратимся в банду и ищем путей домой.

## Вторжение второго отряда

И. Е. Петров, кавалерист (ТуркВО)

5 мая на помощь отряду Примакова был выслан второй отряд РККА численностью в 400 человек при 6 орудиях и 8 пулемётах, под командованием некоего «Зелим-хана» (прямых документальных подтверждений этому нет, но многие факты указывают, что это был командир 8-й кавалерийской бригады САВО И. Е. Петров). Отряд также был переодет в афганскую форму. На пути ему противостояла пограничная застава, которая «в считанные минуты была сметена» орудийно-пулемётным огнём красноармейцев.

### Взятие Дейдади
6 мая 1929 года по позициям афганцев под Мазари-Шарифом авиацией САВО были нанесены бомбово-штурмовые удары.
В двухдневный срок эскадрон «Зелим-хана», после стремительного броска, 7 мая вышел к Мазари-Шарифу и совместными действиями с отрядом Примакова атаковал афганцев, которые отошли к Дейдади.
8 мая, после авиаударов и артобстрела, гарнизон покинул крепость, оставив в ней 50 орудий, 20 пулемётов, большое количество стрелкового оружия и боеприпасов.
После двухдневного отдыха, 10 мая сводный отряд Примакова несколькими колоннами двинулся дальше на юг, в сторону г. Балха и Ташкургана.

### Бой с отрядами Ибрагим-бека и Сеид Хусейна

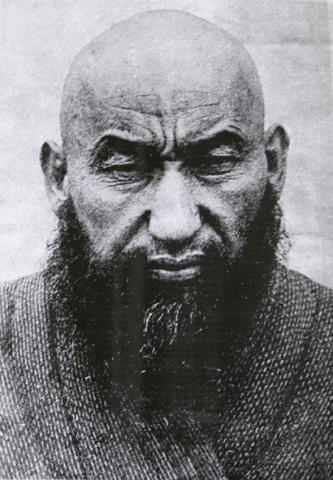
Ибрагим-бек

С востока против отряда Примакова выдвинулся Ибрагим-бек — 3 тысячи сабель. Из Кабула выступила национальная гвардия Хабибуллы — 1500 сабель, под командованием военного министра Сеид Хусейна.
11 мая одна из колонн в 350 человек обнаружила отряд Ибрагим-бека. Тут же на главном направлении были выставлены восемь орудий. По флангам, в 200 метрах от дороги, установили по два пулемёта. Прицелы были взяты заранее. При подходе колонны Ибрагим-бека на 500 метров артиллерия открыла огонь. Три орудия били в голову колонны, три в хвост, а два в центр. С флангов заработали спрятанные пулемёты. Ибрагимовцы бросились в разные стороны. Многие из них были убиты красноармейцами в ходе погони.
Через полчаса после начала боя, на западном направлении дозор обнаружил отряд Сеид Хусейна.
Участник тех событий, командир взвода А. Н. Валишев, оставил подробное описание картины сражения:
Два часа длился страшный бой… Басмачи отчаянно сопротивлялись. Выиграть бой помогла военная смекалка Ивана Петрова (И. Е. Петров — ?). По его распоряжению к противнику отправили трёх пленных, захваченных у бека, чтобы сообщить главарю второй банды о результатах предыдущего боя — 2500 убито, 176 в плену и лишь трём сотням вояк удалось спастись бегством. Предупреждение подействовало: басмачи сложили оружие. Конечно, если бы оба отряда появились одновременно с противоположных сторон, то, имея 10-12-кратное превосходство в живой силе, они смогли бы смять отряд.
Сеид Хусейн, оставив свои подразделения, бежал.
По словам представителя разведупра в Мазари-Шарифе Матвеева, когда отряд возвращался той же дорогой, полуразложившиеся трупы всё так же лежали неубранными.

### Взятие Балха и Ташкургана
12 мая отряд Примакова занял г. Балх, а на следующий день, не встречая никакого сопротивления, вошёл в г. Таш-Курган.

## Переход отряда под командование Черепанова

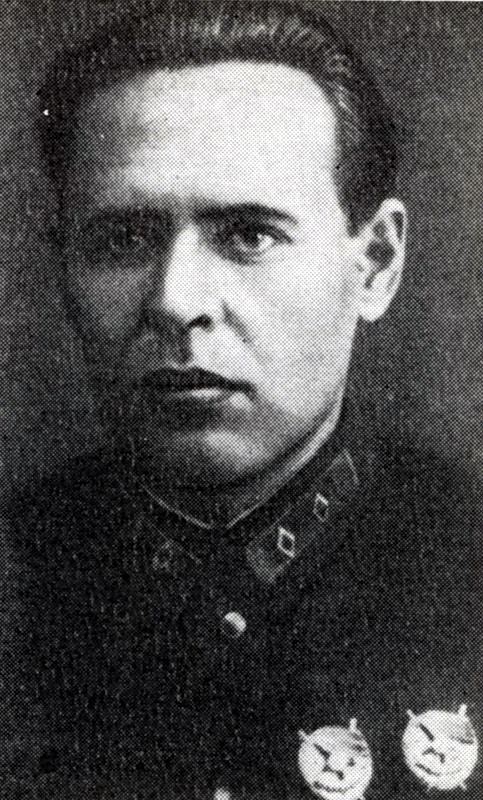
А. И. Черепанов

### Вызов Примакова в Москву
18 мая Примаков был срочно вызван в Москву и в тот же день спецавиарейсом вылетел в Ташкент. Командование отрядом было передано А. И. Черепанову (псевдоним — «Али Авзаль-хан»).
В тот же день на севере Афганистана было проведено очередное совещание старейшин и чиновников. По словам Файз Мухаммада, на заседании также присутствовали английские шпионы, занимавшие высокие посты. Было решено напечатать объявления-циркуляры:

«В связи с нападением русских на Мазари-Шариф и Катаган и вступлением их войск в те районы, все жители Афганистана должны прекратить гражданскую войну и встать на защиту от нападения русских».
Согласно инструкциям Примакова, Черепанов повёл отряд дальше на юг, в сторону Кабула.

### Поражение и выезд из страны Амануллы-хана
На юге Афганистана войско Амануллы-хана потерпело сокрушительное поражение от войск Хабибуллы.
22 мая Аманулла-хан, внезапно прекратив борьбу за афганский престол, бежал со всей госказной в иностранной валюте, золотом и драгоценностями в Индию, а оттуда переправился в Европу. Перед этим он отправил Г. Наби-хану телеграмму с распоряжением покинуть страну, однако Наби-хан всё-таки остался и покинул страну только с отрядом РККА.

### Бои за Таш-Курган
23 мая авиация САВО произвела бомбардировку заселённых эмигрантами приграничных городов Ханабад, Андараб, Таликан и Хазрати Имам.
В тот же день Сеид Хусейн со свежей дивизией внезапно захватил Таш-Курган, нарушив коммуникации советского отряда. В афганском подразделении Г. Наби-хана началась паника; его военачальники, бросив отряд, бежали к советской границе. Черепанов был вынужден развернуться, чтобы отбивать Таш-Курган.
Утром 25 мая, после авиаударов и артподготовки, отряд ворвался в город, где завязались жестокие уличные бои. За два дня (25-26 мая) город трижды переходил из рук в руки.
В итоге отряду Черепанова удалось оставить город за собой, потеряв при этом убитыми 10 командиров и красноармейцев и 74 хазарейца, ранеными — 30 красноармейцев и 117 хазарейцев. Были израсходованы почти все снаряды. У двух горных трёхдюймовых орудий от перегрева вырвало стволы. Вода из горных ручьёв, заливаемая в станковые пулемёты «Максим», быстро испарялась.

## Возвращение отряда
Бегство из Афганистана Амануллы-хана поставило отряд Черепанова в затруднительное положение. В отсутствие сколько-нибудь легального основания находиться внутри страны, пребывание на её территории РККА расценивалось как агрессия со стороны СССР. Кроме того, в европейских странах, а также в Турции и Персии, стало известно о вторжении Красной Армии в Афганистан.
28 мая Черепанов получил радиограмму из штаба САВО о возвращении на Родину. Г. Наби-хан переехал в г. Термез (Узбекская ССР).

## Последствия
Операция Красной Армии в Афганистане не изменила ситуацию в стране. Более 300 участников похода были награждены орденом Красного Знамени, а остальные ценными подарками. В документах воинских частей эта операция значится как «Ликвидация бандитизма в южном Туркестане».